# Stenocereus
Stenocereus is een geslacht uit de cactusfamilie (Cactaceae).
The Plant List accepteert 23 soortnamen. Volgens de Flora of North America bestaat het geslacht uit circa twintig soorten die voorkomen in het zuiden van Arizona, Mexico, de Caraïben, de kustgebieden van Midden-Amerika en het noorden van Zuid-Amerika.

## Soorten
- Stenocereus alamosensis (J.M.Coult.) A.C.Gibson & K.E.Horak
- Stenocereus aragonii (F.A.C.Weber) Buxb.
- Stenocereus beneckei (C.Ehrenb.) Buxb.
- Stenocereus chacalapensis (Bravo & T.MacDoug.) Bravo
- Stenocereus chrysocarpus Sánchez-Mej.
- Stenocereus eichlamii (Britton & Rose) Bravo
- Stenocereus eruca (Brandegee) A.C.Gibson & K.E.Horak
- Stenocereus fimbriatus (Lam.) Lourteig
- Stenocereus fricii Sánchez-Mej.
- Stenocereus griseus (Haw.) Buxb.
- Stenocereus gummosus (Engelm. ex Brandegee) A.C.Gibson & K.E.Horak
- Stenocereus kerberi (K.Schum.) A.C.Gibson & K.E.Horak
- Stenocereus laevigatus (Salm-Dyck) Buxb.
- Stenocereus martinezii (J.G.Ortega) Buxb.
- Stenocereus montanus (Britton & Rose) Buxb.
- Stenocereus pruinosus (Otto ex Pfeiff.) Buxb.
- Stenocereus queretaroensis (F.A.C.Weber ex Mathsson) Buxb.
- Stenocereus quevedonis (J.G.Ortega) Buxb.
- Stenocereus standleyi (J.G.Ortega) Buxb.
- Stenocereus stellatus (Pfeiff.) Riccob.
- Stenocereus thurberi (Engelm.) Buxb. - Orgelpijpcactus
- Stenocereus treleasei (Rose) Backeb.
- Stenocereus yunckeri (Standl.) P.V.Heath
- Stenocereus zopilotensis Arreola-Nava & Terrazas

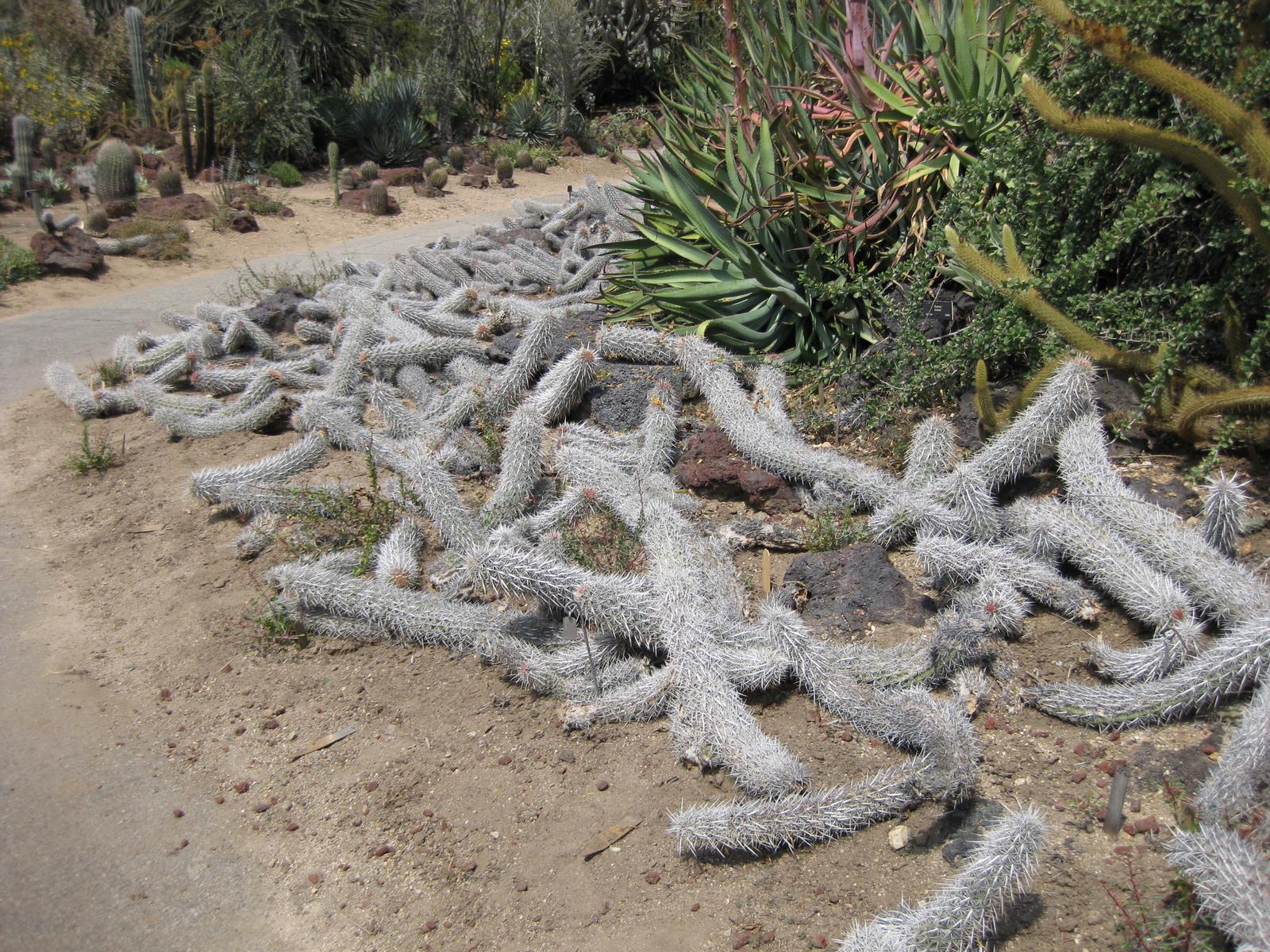
Stenocereus eruca
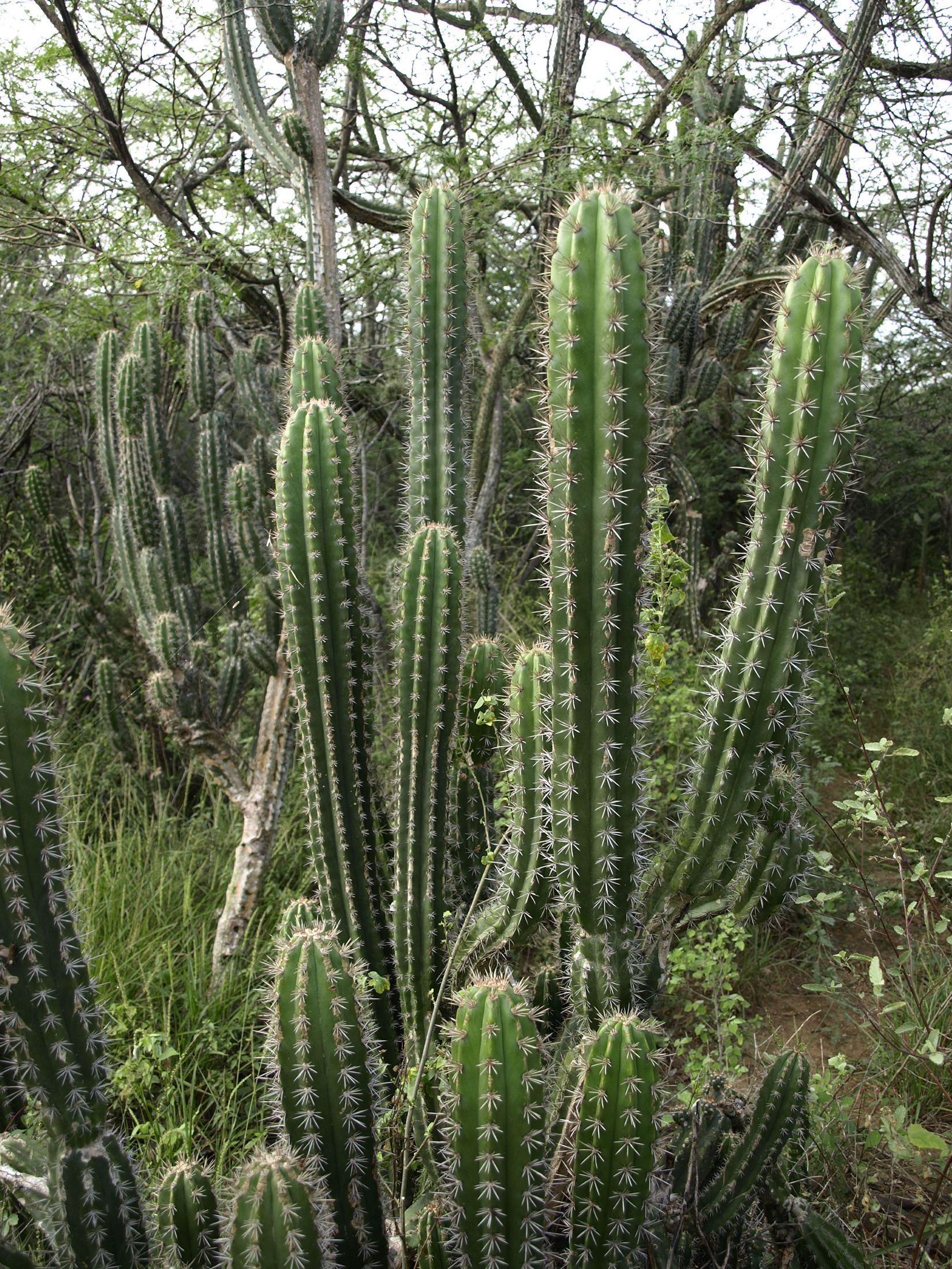
Stenocereus fimbriatus
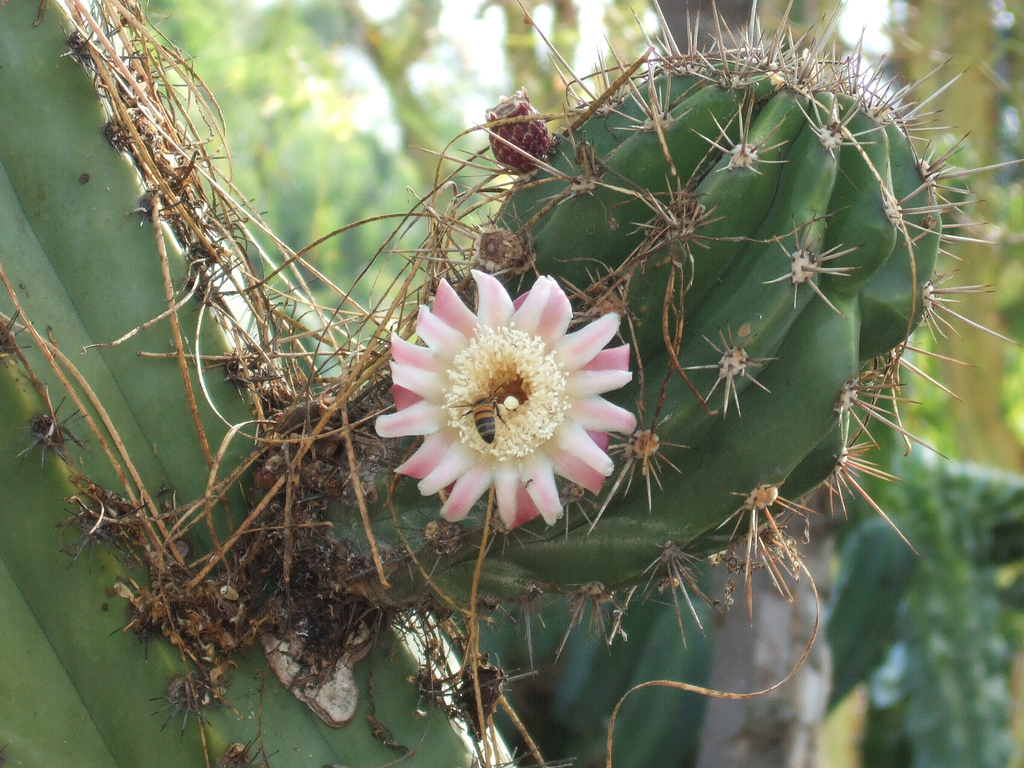
Stenocereus griseus
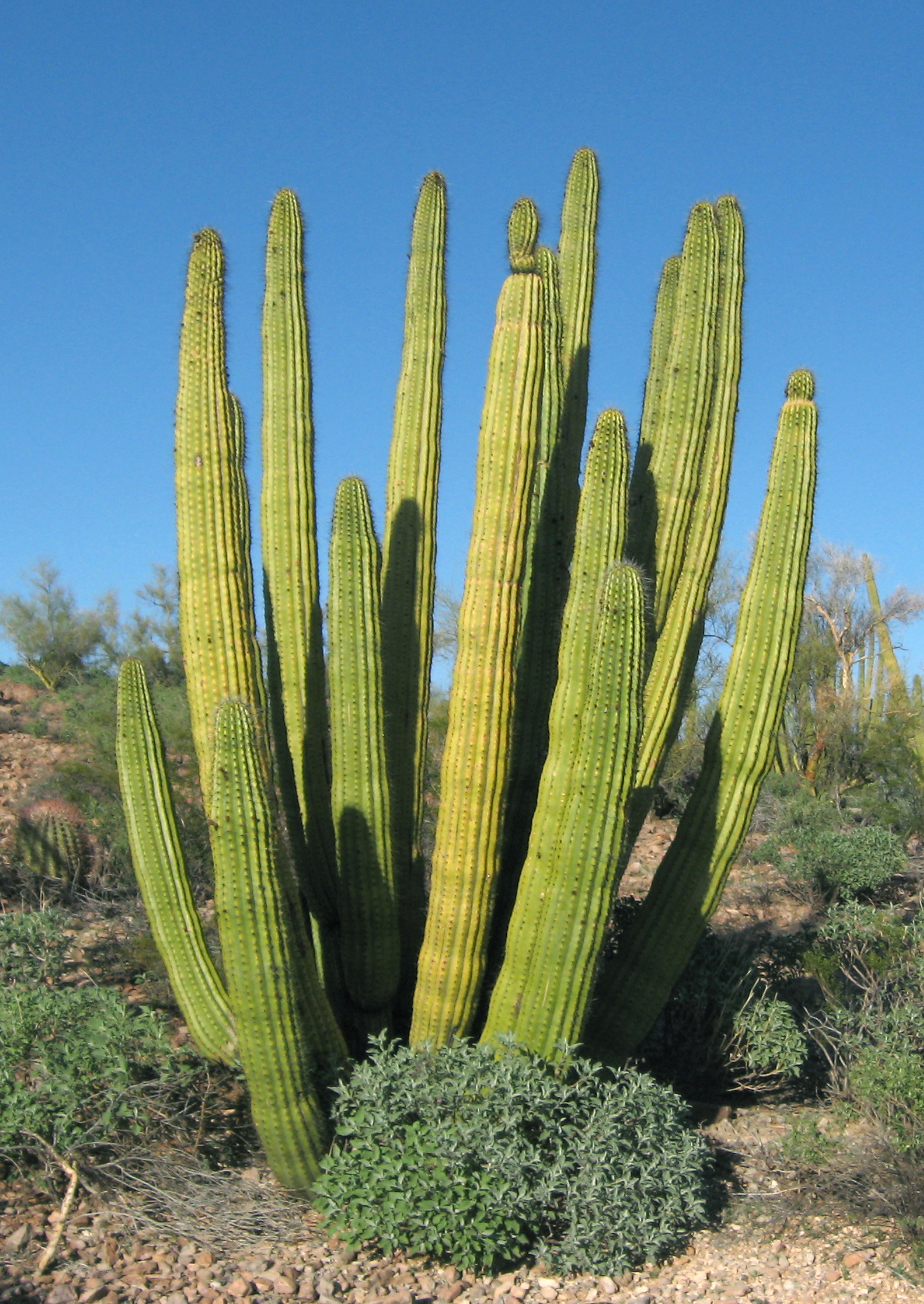
Stenocereus thurberi